# Лептирица
Лептирица је југословенски телевизијски хорор филм из 1973. године, који представља један од првих и најпознатијих хорор филмова на њеним просторима. Заснован је на приповеци Милована Глишића После деведесет година, а сценарио и режију је радио Ђорђе Кадијевић. Филм је сниман у селу Зелиње код Зворника, у којем се и даље налази чувена воденица.
Када је филм снимљен и приказан 1973. године прошло је више од 90 година од првог објављивања приповетке После деведесет година из 1880. године. Редитељ филма Ђорђе Кадијевић је касније изјавио: „Уместо комедије испао је то један страшан филм”. Кружиле су гласине да је приликом премијерног приказивања на Југословенској радио-телевизији 1973. године један гледалац из Скопља изненада преминуо од страха.
РТС је дигитално обновила овај филмски класик и приказала премијерно 12. јануара 2019. године.

## Радња
Стари воденичар чује чудне звукове који долазе из шуме. Док спава, воденични точак изненада престаје да се окреће, а чудно човеколико створење са црним рукама и дугим зубима и ноктима га уједа за врат.
После уводне сцене, филм се пребацује на романсу између сиромашног младића Страхиње (Петар Божовић) и лепе девојке Радојке (Мирјана Николић). Радојка је кћерка газда Живана (Слободан Перовић), који не дозвољава Радојки да се уда за Страхињу. Разочаран, Страхиња напушта своје село и одлази у Зарожје. Наилази на сељаке који причају о уклетој воденици и прихвата њихову понуду да постане нови воденичар. Страхиња проводи ноћ у воденици и преживљава напад створења, сазнавши његово име - Сава Савановић. Сељани посећују најстарију жену у суседном селу и питају је да ли се у близини налази гроб некога по имену Сава Савановић. Након што су пронашли место где је његово тело сахрањено, пробијају га коцем кроз затворен ковчег, али из њега успева да излети лептир.
Сељани помажу Страхињи да одведе Радојку од куће и да је доведе у Зарожје. Током ноћи, док се сељани припремају за свадбу, Страхиња се крадом увлачи у собу своје будуће невесте док она спава. Док је свлачи, открива крваву рупу под њеним грудима и схвата да је то рупа од колца којим су проболи Савин ковчег. Радојка отвара очи и преображава се у одвратно длакаво створење које узјаше Страхињу и води га до Савиног гроба. Тамо га тера да извуче колац из гроба. Створење нестаје, док из гроба излази исто такво створење које Страхиња набија на колац.
Филм се завршава сценом где Страхиња лежи непомично на земљи, док лептир маше крилима на његовој глави.

## Улоге
| Глумац               | Улога    |
| -------------------- | -------- |
| Мирјана Николић      | Радојка  |
| Петар Божовић        | Страхиња |
| Слободан Перовић     | Живан    |
| Васја Станковић      | Кмет     |
| Танасије Узуновић    | Поп      |
| Тома Курузовић       | Вуле     |
| Богољуб Петровић     | Ћебо     |
| Александар Стојковић | Пурко    |
| Иван Ђурђевић        | Средоје  |
| Бранко Петковић      |          |

## Продукција
У интервјуу из 2023. године, Кадијевић је изјавио да је почетком 1970-их био приморан да се окрене од филма и да се упусти у режију за телевизију, јер је био истакнута личност југословенског црног таласа и да је цензура власти у филмовима почела да се појачава:
| „ | Свима нама који смо снимали сличне филмове — Душану Макавејеву, Жики Павловићу, Александару „Саши“ Петровићу, Желимир Жилник, Кокану Ракоњцу и тако даље — у суштини је прилепљена етикета „Црни талас“ зато што смо благо и уздржано критички реаговали на апологетику како [југословенске комунистичке] револуционарне прошлости, тако и наводно херојског, на обнову усмереног ентузијазма после Другог светског рата који је подигао земљу из пепела рата. И за то је постојала цена. Саша Петровић је изгубио професорско место на Академији за позориште, филм, радио и телевизију. Макавејев је био лишен сваке могућности да снима филмове [у Југославији], али, пошто је већ стекао извесно међународно признање, преселио се у иностранство и почео изнова, путујући по свету у потрази за финансирањем својих филмова. Жика Павловић је вероватно био једини који је правилно одиграо своје карте јер је био близак пријатељ са Оскаром Давичом и одлучио је да сними серију засновану на Давичовом роману „Песма“, тако да су му некако [комунистичке власти опростиле]. Али остали смо били потпуно свесни да више никада нећемо добити прилику да снимимо филм за биоскоп. Тада сам одлучио да пређем на други жанр. Отишао сам на [југословенску] телевизију где су људи били другачији [од оних у југословенској кинематографији]. У то време, југословенски филмски продуценти били су људи које је инсталирала Партија, а који нису знали ништа о филму, јер је њихова једина сврха била да делују као протагонисти стално будне идеолошке свести која је спречавала да се било шта изван жељене слике [југословенске комунистичке] револуционарне прошлости појави у филмовима. [...] Тада сам прешао на историјске и фантастичне жанрове. | ” |

Филм је снимљен у селу Зелиње, близу реке Дрине, близу града Зворника. Млин из 19. века који се појављује у филму и даље је на својој оригиналној локацији. Филм је снимљен за мање од месец дана.
Кадијевић је пронашао чудне звуке који се могу чути кроз цео филм уз помоћ радника музичке редакције Телевизије Београд. Коришћени звуци били су снимци једне врсте птица које живе у ненасељеним подручјима Индије.

## Одступања од кратке приче Милована Глишића
Док у филму сељани закључују да је млинаре убио вампир Сава Савановић, у причи Страхиња открива да је створење које убија млинаре вампир и успева да открије његово име. Он увлачи греду у млин и покрива је ћебетом, чинећи да изгледа као особа која лежи, и сакрива се на тавану са две пушке. Након што вампир уђе у млин, узима шаку брашна, прегледа је и седа поред ватре. После неког времена скаче на греду верујући да је то уснули млинар. Схвативши да је преварен, вампир виче: „Хеј, Сава Савановићу, после деведесет година вампира, никада ниси остао без вечере као вечерас!“ Страхиња пуца из својих пушака, терајући Саву да врисне и нестане. Док у филму сељани закуцавају колац кроз ковчег без отварања, у причи га отварају и уочавају две ране од пушака на вампировим грудима које су скоро зацелиле.
Док је у филму вампир приказан као длакаво, тамнопуто створење, у причи је Сава Савановић описан као „прилично висок човек са крвавоцрвеним лицем“ и „ланеним огртачем преко рамена, који му пада низ леђа до пета“. Када сељани отворе ковчег, проналазе Савино тело очувано „као да је јуче положено“, са крвавоцрвеном кожом и да је „напуњено као ћурка“.
У оригиналној причи, наратор објашњава да лептир који је побегао из Савиног тела „није могао да науди одраслим људима“ и да је „одузимао животе деци из Зарожја и Овчиње много времена пре него што је нестао“.
Најзначајнија разлика између приче и филма је у томе што се у причи Радојка не претвара у вампира. Након што је Сава Савановић убијен и Страхиња и Радојка венчани, прославу посећује Живан, који, схвативши да нема другог избора, склапа мир са паром и мештанима Зарожја, а младенци се враћају у своје родно село.

## Пријем, утицај и наслеђе
По објављивању, филм је привукао велику пажњу југословенске јавности. Реакције филмских критичара биле су помешане: део њих је хвалио филм и упоређивао га са најбољим делима хорора у светској кинематографији, док је други део критиковао намеру редитеља и ТВ Београда да уплаше публику, чији је велики део још увек био трауматизован догађајима из Другог светског рата.
Лептирица није био први југословенски филм са елементима хорора. Претходила су му два филма, оба такође у режији Кадијевића за Телевизију Београд, Дарови моје рођаке Марије (1969) и Штићеник (1973), први инспирисан причом српског писца Момчила Настасијевића, а други заснован на причи Филипа Давида. Међутим, како је изјавио српски писац и филмски и књижевни критичар Дејан Огњановић: „Та два рана филма данас су позната само највећим љубитељима филма. У то време, публика их није доживљавала као хорор филмове: напротив, записи откривају да их је публика доживљавала као досадне и неразумљиве. Дарови моје рођаке Марије су у основи туробна ТВ драма, која се може посматрати као хорор филм у ретроспективи, као део Кадијевићеве поетике и као део студија хорор мотива у нашој кинематографији. И Штићеник је био некомуникативан уметнички филм.“ Стога се Лептирица често сматра „првим правим хорор филмом“ у историји српске и југословенске кинематографије.
Огњановић и сценариста Алексадар Радивојевић са жаљењем су изјавили да је Лептирица, иако пионирско дело српског и југословенског хорор филма, имала мали утицај на српску и југословенску кинематографију, јер популарност филма није довела до већег прихватања хорор жанра међу српским и југословенским филмским ствараоцима. Радивојевић је изјавио: „Лептирица није много утицала на нашу кинематографију, јер наша кинематографија тврдоглаво стоји чврсто у свом уметничком приступу и брани се од хорор жанра, видећи га као нешто наводно мање озбиљно, мање снажно и уметнички мање вредно.“ Обојица се, међутим, слажу да је Лептирица оставила трајан утисак на југословенску публику. Чињеница да је то био први југословенски филм те врсте учинила је да Лептирица буде широко запамћена као „најстрашнији филм икада“ од стране многих људи широм бивше Југославије. Након што је филм први пут емитован, широм Југославије кружиле су бројне гласине о људима који су умрли од срчаног удара док су га гледали, али ниједна од њих никада није потврђена.
Кадијевић је у неколико наврата изјавио да никада није сматрао Лептирицу хорор филмом и да га хорор као жанр никада није занимао. Изјавио је да Лептирицу доживљава као фантастични филм који се бави присуством метафизичког зла у људској савести.
Роберт Егерс је навео Лептирицу као један од филмова који су утицали на његову адаптацију Носфератуа. Уврстио је филм у Призивање Носфератуа: Роберт Егерс представља, програм од девет филмова који се одржава у њујоршком Филмском центру у Линколн центру од 5. до 9. фебруара 2025. У саопштењу за штампу, Егерс је Лептирицу назвао „визуелно наивном, а ипак застрашујућом“.